# Zone naturelle d'intérêt écologique, faunistique et floristique
Ne pas confondre « Zone naturelle d'intérêt écologique, faunistique et floristique », traité dans cet article, avec « Classement en site classé ou inscrit ».

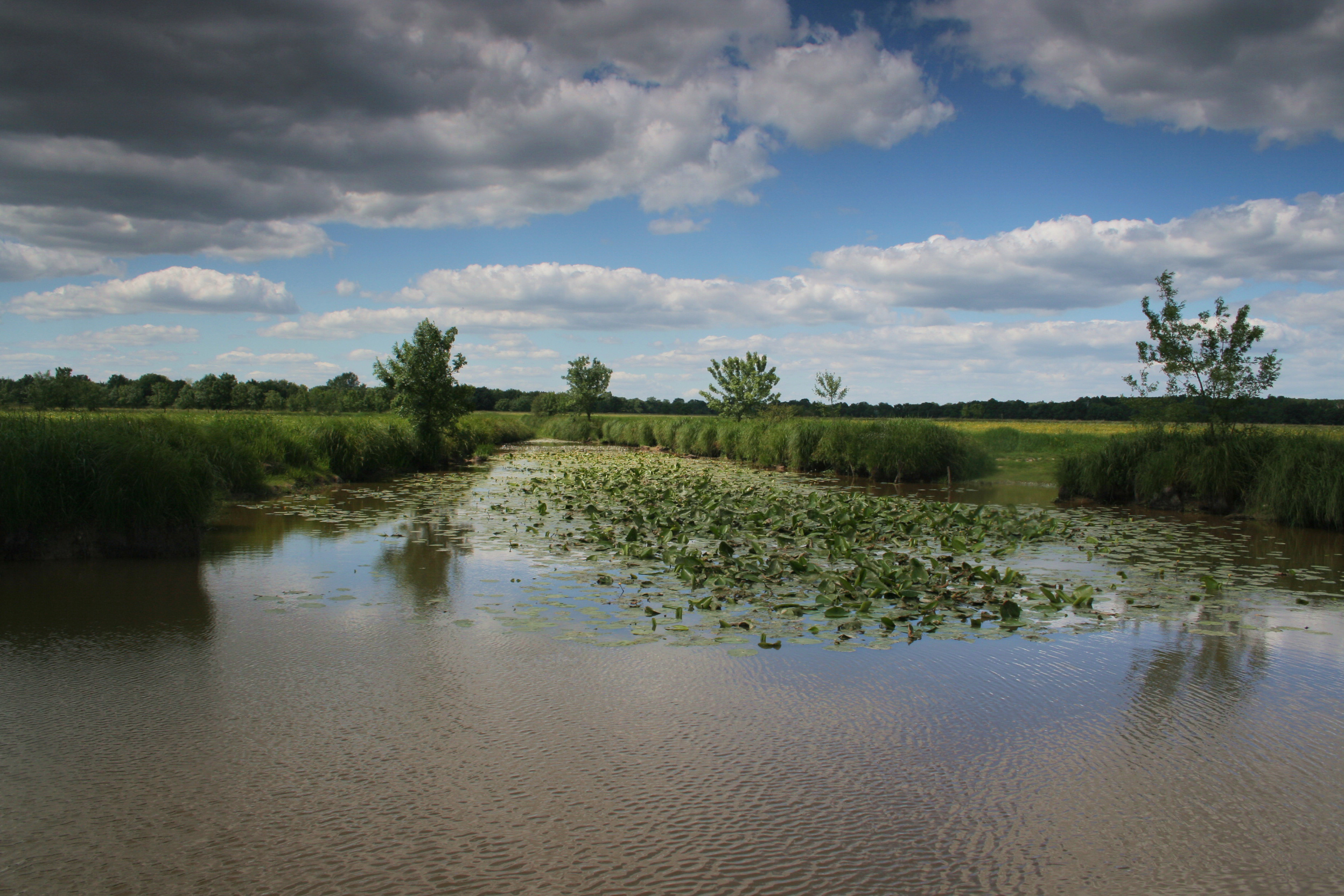
L'île Saint-Aubin, classée en ZNIEFF au titre des Basses vallées angevines, en Maine-et-Loire.

En France, une zone naturelle d'intérêt écologique, faunistique et floristique (en abrégé ZNIEFF) est un espace naturel inventorié en raison de son caractère remarquable. Elle complète les zonages réglementaires (aires protégées) pour guider les décisions d'aménagement du territoire (documents d'urbanisme, créations d'espaces protégés, schémas départementaux de carrière…) et éviter l'artificialisation des zones à fort enjeu écologique.
On distingue deux types de zones :
- les ZNIEFF de type I : espaces homogènes écologiquement, définis par la présence d'espèces, d'associations d'espèces ou d'habitats rares, remarquables ou caractéristiques du patrimoine naturel régional. Ce sont les zones les plus remarquables du territoire ;
- les ZNIEFF de type II : espaces qui intègrent des ensembles naturels fonctionnels et paysagers, possédant une cohésion élevée et plus riches que les milieux alentour.

L'inventaire des ZNIEFF est un programme d'inventaire naturaliste et scientifique lancé en 1982 par Huguette Bouchardeau et confirmé par la loi du 12 juillet 1983 dite loi Bouchardeau. Le programme concerne l'ensemble du territoire français : métropole et territoires d'Outre-Mer, milieux continental et marin.
La désignation d'une ZNIEFF repose sur la présence d'au moins une population d'une espèce déterminante permettant de définir et de délimiter l'espace concerné.

Cet inventaire ZNIEFF n'a officiellement pas de portée juridique propre, cependant, en signalant la présence d'espèces protégées qui impliquent des contraintes d'aménagement des territoires, il met indirectement en place une forme de protection. Dans sa conception, l'inventaire ZNIEFF est donc un outil de connaissance et non une procédure de protection des espaces naturels. Cet inventaire est devenu aujourd'hui un des éléments majeurs de la politique de conservation de la nature. Il doit être consulté dans le cadre de projets d'aménagement du territoire (document d'urbanisme, création d'espaces protégés, élaboration de schémas départementaux de carrière...). Il a également été utilisé pour hiérarchiser des enjeux du patrimoine naturel, dans le cadre de la stratégie nationale pour la biodiversité, et ses déclinaisons régionales (SRB), et de la stratégie nationale de création d'aires protégées (SCAP devenue SNAP).

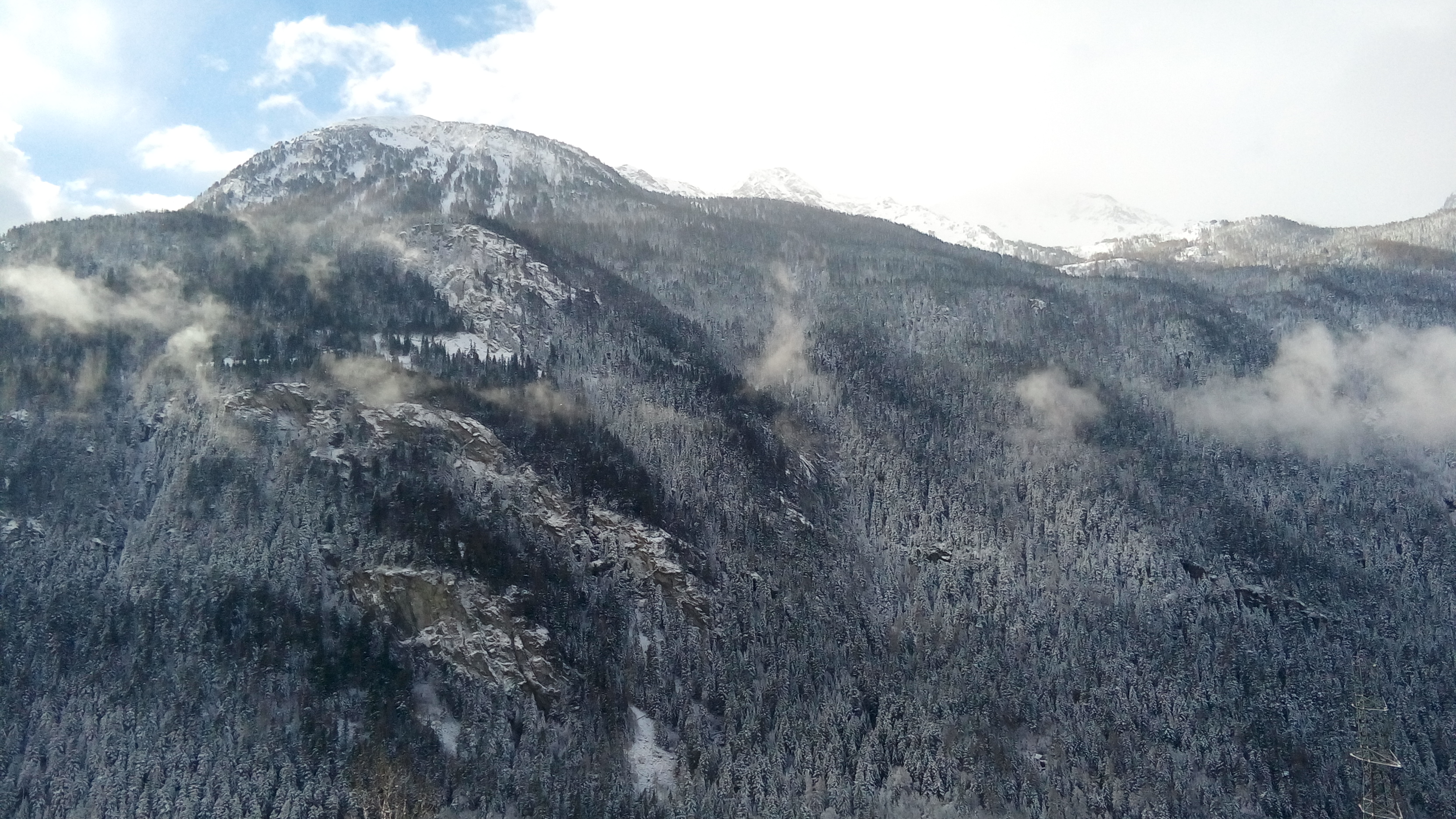
Forêt ubac de la commune d'Orelle, ZNIEFF II.

## Histoire
Le programme a été lancé en 1982 par la Direction de la protection de la nature (devenue Direction de la nature et des paysages) du ministère de l'Environnement, avec l'appui du Muséum national d'histoire naturelle. Son objectif était de produire un inventaire, pour tout le territoire national, des zones de plus grand intérêt écologique, « essentiellement dans la perspective de fournir au ministère un outil d'aide à la décision ». Les inventaires naturalistes validés scientifiquement dans chaque région par le conseil scientifique régional du patrimoine naturel (CSRPN) puis consolidés par le Muséum national d'histoire naturelle constituent le cœur de l'Inventaire national du patrimoine naturel.
En 1984, le programme s'étend aux départements d'outre-mer. 
En 1987, une brochure informative et de sensibilisation intitulée "Notre Patrimoine Naturel" a été publiée pour la première fois. Elle était accompagnée d'une carte au 1/250 000e des ZNIEFF de la région. En 1995, 20 des 22 régions de métropole auront publié un document similaire, et d'autres atlas, cartes des ZNIEFF, cartes thématiques, fiches communales et plaquettes de vulgarisation seront également publiées dans les régions.
En mars 1990, le Muséum national d'histoire naturelle a fait un point sur l'inventaire lors d'un colloque intitulé Les ZNIEFF, un virage à négocier, vers un réseau d'espaces naturels à gérer. En 1991, l'inventaire s'adapte au milieu marin, avec une première phase qui s'achève de 1988 à 1995. En mai 1991, une circulaire aux Préfets de région explicite la notion de ZNIEFF, indique les partenaires impliqués et précise la portée juridique de l'inventaire ainsi que les modalités d'accès aux données. La circulaire renforce les ex-comités ZNIEFF en créant des Conseils Scientifiques Régionaux du Patrimoine Naturel (CSRPN), assistant les Préfets sous l'égide des DIREN, pour contrôler et valider l'inventaire de chaque région.
En 1993, la loi paysage précise que l'État peut décider l'élaboration d'inventaires locaux et régionaux du patrimoine faunistique et floristique. Les collectivités territoriales sont informées de cette élaboration, et ces inventaires sont étudiés sous la responsabilité scientifique du Muséum national d'histoire naturelle. La même année, les ZNIEFF permettent de produire l'inventaire préliminaire à la mise en œuvre de la directive européenne no 92-43 concernant la conservation des habitats naturels et semi-naturels ainsi que de la faune et de la flore sauvages, dite « Directive Habitats-Faune-Flore ».
Fin 1994, une phase de « modernisation de l'inventaire ZNIEFF » est lancée officiellement par la Direction de la nature et des paysages, marquant le début d'un inventaire de « deuxième génération ». En 1995, une mise à jour des ZNIEFF est lancée, avec une méthode modernisée et affinée, à la suite d'un séminaire de travail du Comité National ZNIEFF et des partenaires nationaux et régionaux de l'inventaire, tenu à Paris le 15 novembre 1994.
En 1997, l'IFEN et le Muséum National d'Histoire Naturelle ont conjointement produit, à la demande du ministère de l'Environnement, un premier guide méthodologique précisant les définitions et coordonnant et harmonisant les approches régionales, alors encore disparates. L'apparition d'outils informatiques plus performants et moins coûteux a permis un traitement informatique facilitant l'harmonisation des inventaires régionaux, principalement conduits par des bénévoles, sous l'égide des DRAE (Directions régionales de l'architecture et de l'environnement, devenues depuis DIREN, puis DREAL).
La loi du 27 février 2002 sur la démocratie de proximité crée l'inventaire national du patrimoine naturel, qu'elle confie au Muséum National d'Histoire Naturelle (MNHN) et renforce les conseils scientifiques régionaux du patrimoine naturel (CSRPN). Cette loi permet notamment, dans certaines conditions, un accès à la propriété privée pour parfaire l'inventaire, alors même que l'Europe imposait également des inventaires plus précis dans le cadre de la Directive Habitats ou de la Directive cadre sur l'eau (zones humides, bon état écologique).
En 2004, sous l'impulsion du Muséum, la notion d'espèce déterminante prend une importance croissante, jusqu'à jouer un rôle majeur dans la nouvelle caractérisation des ZNIEFF. Cette caractérisation est faite en croisant des critères scientifiques et biogéographiques de rareté, de menace, de statut de protection, d'autochtonie et d'endémisme. La méthode de délimitation des périmètres est également affinée pour être explicite et incontestable.
En 2009, un nouveau guide méthodologique a été publié dans le but de mettre à jour et d'homogénéiser l'inventaire des zones naturelles d'intérêt écologique, faunistique et floristique (ZNIEFF) en milieu marin. Cet effort a marqué une étape importante dans l'amélioration des outils et des méthodes utilisés pour l'évaluation de la biodiversité marine.

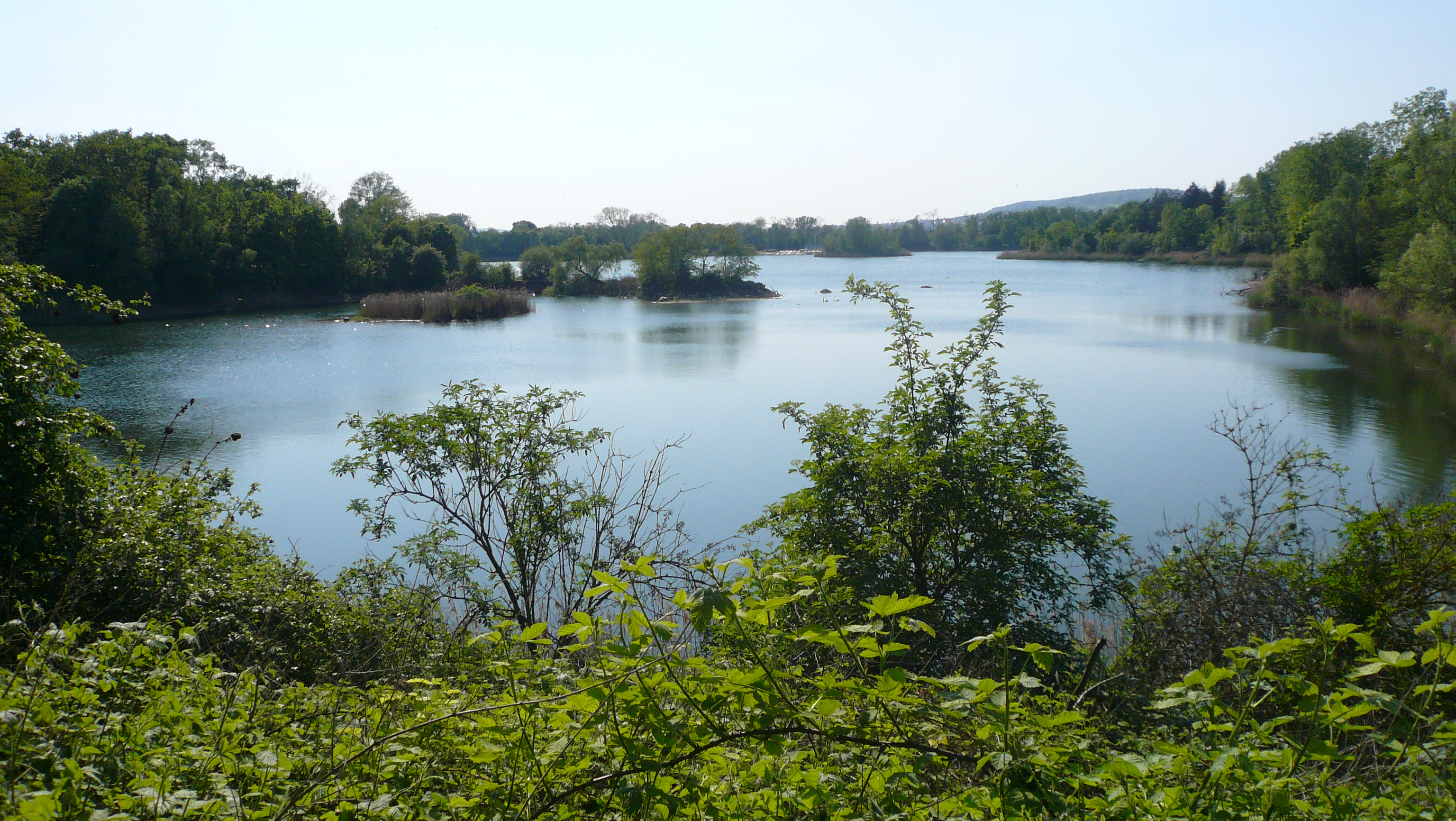
L'étang du Corra, une ZNIEFF située dans la forêt de Saint-Germain-en-Laye (Yvelines).

En 2012, les 30 ans du programme ZNIEFF ont été célébrés au Muséum national d'Histoire naturelle. Cet événement a réuni plus de 210 participants, soulignant l'importance et l'impact durable du programme dans le domaine de la conservation de la nature en France.
En 2014, l'inventaire des ZNIEFF a été lancé de manière continue à la zone et de façon permanente sur l'ensemble du territoire français. Cette initiative a permis de renforcer la collecte et l'analyse des données sur les zones d'intérêt écologique à travers le pays[pas clair].
Depuis janvier 2017, l'Unité Patrimoine naturel (PatriNat) a pris en charge des missions d'expertise et de gestion des connaissances pour le compte du Muséum national d'Histoire naturelle, de l'Agence française pour la biodiversité (devenue l'Office français de la biodiversité) et du CNRS. PatriNat assure la coordination scientifique et technique du programme ZNIEFF, jouant un rôle central dans la gestion et la diffusion des informations sur la biodiversité.
En 2019 et 2020, deux notes méthodologiques importantes ont été publiées. La première concernait "La prise en compte des communes et secteurs marins intersectant les ZNIEFF et autres évolutions", tandis que la seconde portait sur une "Révision des modalités d'application des bornes d'actualité". 
En 2022, un colloque marquant les 40 ans du programme ZNIEFF a été organisé par PatriNat.

## Contenu
On distingue deux types de zones :

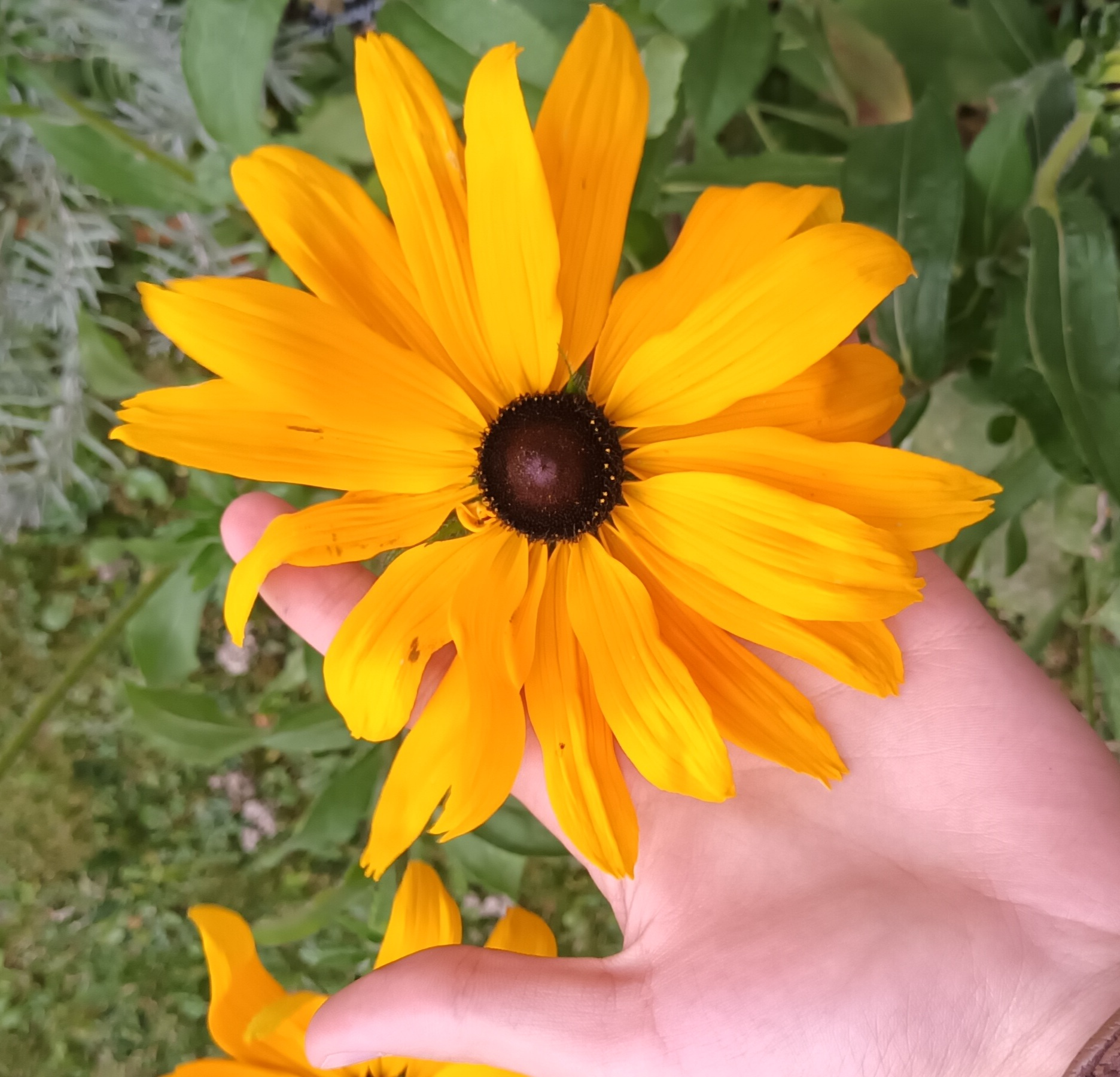
Rudbéckie hérissée dans la Zone naturelle d'intérêt écologique, faunistique et floristique de type 2 d'Orelle.

- Les ZNIEFF de type I, de superficie réduite, sont des espaces homogènes d'un point de vue écologique et qui abritent au moins une espèce et/ou un habitat rares ou menacés, d'intérêt aussi bien local que régional, national ou communautaire ; ou ce sont des espaces d'un grand intérêt fonctionnel pour le fonctionnement écologique local.
- Les ZNIEFF de type II sont de grands ensembles naturels riches, ou peu modifiés, qui offrent des potentialités biologiques importantes. Elles peuvent inclure des zones de type I et possèdent un rôle fonctionnel ainsi qu'une cohérence écologique et paysagère.

Un inventaire ZNIEFF deuxième génération a été lancé en 1996, consistant en une mise à jour avec harmonisation de la méthode de réalisation de l'inventaire, intégrant mieux certains critères de fonctionnalité des écosystèmes.
Les ZNIEFF ont ensuite été complétées dans le domaine marin et pour les outre-mer. En 2022, l'inventaire comprend plus de 20 000 zones et 1 million de données d'espèces.

## Usages
Cet inventaire est en France, outre un instrument de connaissance, l'un des éléments majeurs de la politique de protection de la nature et de prise en compte de l'environnement et dans l'aménagement du territoire (Trame verte, réseau écologique (dont réseau écologique paneuropéen), mesures conservatoires, mesures compensatoires, etc.) et dans certains projets de création d'espaces protégés (dont les réserves naturelles) ou encore dans l'élaboration de schémas départementaux de carrière, pour l'exploitation de granulats.
La jurisprudence française confirme qu'il s'agit d'un inventaire ne créant pas de mesure de protection réglementaire et n'interdisant pas les autorisations d'aménagement. Cependant, il doit être inscrit dans tous les dossiers accompagnant les documents d'aménagement.

### Moteurs de recherche ZNIEFF (INPN)
- Rechercher une ZNIEFF terrestre
- Rechercher une ZNIEFF marine